# Ginnastica ai Giochi della XV Olimpiade - Concorso a squadre femminile
La competizione deL Concorso a squadre femminile di Ginnastica artistica dei Giochi della XV Olimpiade si è svolta al Töölö Sports Hall di Helsinki dal 22 al 23 luglio 1952.

## Risultati
Otto ginnaste per squadra. I migliori sei punteggi di ogni prova (obbligatori e liberi di ogni singolo attrezzo) valgano per il punteggio di squadra, al quale viene aggiunto il punteggio della prova a squadre agli attrezzi.
| Pos.    | Nazione          | Atlete | Attrezzi | Obbligatori | Liberi | Punti Totali |
| ------- | ---------------- | --- | -------- | ----------- | ------ | ------------ |
| Oro     | Unione Sovietica | Marija Gorochovskaja, Nina Bočarova, Galina Minaičeva, Galina Urbanovič, Pelageja Danilova, Galina Šamraj, Medea Jugeli, Ekaterina Kalinčuk                           | 73,00    | 226,08      | 227,95 | 527,03       |
| Argento | Ungheria         | Margit Korondi, Ágnes Keleti, Edit Weckinger-Perényi, Olga Tass-Lemhényi, Erzsébet Gulyás-Köteles, Mária Kövi-Zalai, Andrea Bodó-Molnár, Irén Karcsis-Daruházi        | 71,60    | 222,42      | 226,94 | 520,96       |
| Bronzo  | Cecoslovacchia   | Eva Bosáková-Věchtová, Alena Chadimová, Jana Rabasová, Božena Srncová, Hana Bobková, Matylda Matoušková-Šínová, Věra Vančurová, Alena Reichová                        | 70,00    | 215,53      | 217,79 | 503,32       |
| 4       | Svezia           | Karin Lindberg, Gun Röring, Evy Berggren, Göta Pettersson, Ann-Sofi Pettersson, Ingrid Sandahl, Hjördis Nordin, Vanja Blomberg                                        | 74,20    | 212,34      | 215,29 | 501,83       |
| 5       | Germania         | Irma Walther, Hanna Grages, Elisabeth Ostermeyer, Wolfgard Voß, Inge Sedlmaier, Lydia Zeitlhofer, Brigitte Kiesler, Hilde Koop                                        | 71,20    | 211,78      | 212,25 | 495,23       |
| 6       | Italia           | Lidia Pitteri, Miranda Cicognani, Licia Macchini, Liliana Scaricabarozzi, Grazia Bozzo, Luciana Reali, Elisabetta Durelli, Renata Bianchi                             | 68,20    | 212,90      | 213,64 | 494,74       |
| 7       | Bulgaria         | Tsvetanka Stancheva, Ivanka Dolzheva, Saltirka Spasova-Tarpova, Vasilka Stancheva, Rayna Grigorova, Yordanka Yovkova, Stoyanka Angelova, Penka Prisadashka            | 66,80    | 216,38      | 210,59 | 493,77       |
| 8       | Polonia          | Stefania Świerzy, Stefania Reindl, Helena Rakoczy, Zofia Kowalczyk, Honorata Marcińczak, Barbara Wilk-Ślizowska, Dorota Horzonek-Jokiel, Urszula Łukomska             | 64,20    | 204,63      | 214,89 | 483,72       |
| 9       | Romania          | Stela Perin, Olga Göllner, Ileana Gyarfaş, Olga Munteanu, Helga Bîrsan, Eveline Slavici, Elisabeta Abrudeanu, Teofila Băiaşu                                          | 66,80    | 209,15      | 207,11 | 483,06       |
| 10      | Austria          | Ida Kadlec, Gertrude Fesl, Gertrude Gollner-Kolar, Hedwig Traindl, Gertrude Winnige-Barosch, Gertrude Gries, Edeltraud Schramm, Hildegard Grill                       | 68,40    | 204,41      | 204,99 | 477,80'      |
| 11      | Jugoslavia       | Sonja Rožman, Tanja Žutić, Anka Drinić, Nada Spasić, Milica Rožman, Ada Smolnikar, Marija Ivandekić, Tereza Kočiš                                                     | 69,20    | 201,50      | 206,64 | 477,34       |
| 12      | Francia          | Ginette Durand, Irène Pittelioen, Alexandra Lemoine, Madeleine Jouffroy, Liliane Montagne, Colette Hué, Colette Fanara, Jeanette Vogelbacher                          | 67,80    | 204,97      | 203,58 | 476,35       |
| 13      | Finlandia        | Raili Tuominen-Hämäläinen, Vappu Salonen, Arja Lehtinen, Raili Hoviniemi, Pirkko Vilppunen, Maila Nisula, Pirkko Pyykönen, Raija Simola                               | 70,60    | 200,55      | 202,77 | 473,92       |
| 14      | Paesi Bassi      | Helena Gerrietsen, Huiberdina Krul-van der Nolk van Gogh, Johanna Hendrika Ros, Tootje Selbach, Jacoba van Kampen-Tonneman, Jo Cox-Ladru, Toetie Selbach, Nanny Simon | 70,00    | 199,11      | 203,91 | 473,02       |
| 15      | Stati Uniti      | Marian Barone, Ruth Grulkowski, Clara Schroth-Lomady, Ruth Topalian, Dorothy Dalton, Marie Hoesly, Meta Elste, Doris Kirkman                                          | 61,60    | 205,63      | 200,13 | 467,36       |
| 16      | Gran Bretagna    | Gwynedd Lewis-Lingard, Mary Patricia Hirst, Cissy Davies, Margo Morgan, Margaret Thomas-Neale, Irene Hirst, Valerie Mullins, Marjorie Raistrick-Carter                | 63,00    | 197,55      | 196,76 | 457,31       |